# ぴちぴちピッチの登場人物
ぴちぴちピッチの登場人物（ぴちぴちピッチのとうじょうじんぶつ）では、横手美智子と花森ぴんくによる原作漫画・テレビアニメ『ぴちぴちピッチ』の登場人物の一覧である。
担当声優はアニメ版のもの。

## マーメイドプリンセス
七海 るちあ（ななみ るちあ）
声 - 中田あすみ
生年月日 - 1989年7月3日 / 血液型 - O型 / 身長 - 156cm
本作の主人公。13歳（アニメ版では作中で14歳の誕生日を迎える）。北太平洋を領土とするマーメイドの国の王女でピンク真珠の持ち主。
7年前に海難事故の場に居合わせ、溺れていた海斗を助け自身の真珠を預ける。
慌て者で失敗ばかりするが、天真爛漫で一途な性格。真珠を手放して成人式が1年遅れたためか、プリンセスとしての自覚はあまりなく、同年の2人と比べると精神的に幼い。海斗に対して嫉妬深くなることがあり、そのせいで喧嘩することが多い。
料理が得意。好きな食べ物はエビ。アニメ版ではハンバーガー、つゆだくの牛丼、フルーツサンドも好む。嫌いな食べ物はレーズン。運動が苦手で、体育の成績は1。アニメ版では方向音痴でよく迷子になる。マーメイド共通の能力として人間以外の動物や鳥、海洋生物とテレパシーで会話できる。なお、マーメイドは真珠がないと音痴になるという設定だが、るちあは真珠を手放していた期間があったため、真珠があっても人間体では音痴。
原作ではミケルとの戦いの後、戦いの間中星羅の真珠も自分のペンダントに収めていた負荷のせいもあって急激に衰弱し、死の1歩手前でアクア・レジーナに救われ、彼女に替わって海の女神となる。
人気投票は第1回、第2回ともに1位。『なかよしオールスターズ めざせ学園アイドル』にも出演。
持ち歌は「大事な宝箱」、「恋はなんだろう」、「Splash Dream」。「MOTHER SYMPHONY」もるちあの曲という設定だが一人で歌う場面はない。3人で歌う曲の場合、メインボーカルを担当。
変身のかけ声は「ピンクパールボイス」。決め台詞は「ラブ♥シャワーピッチ」。アニメ版では共通でこの決め台詞が使われる。
英字表記は「Lucia」。
マーメイドのときは明るい金髪のツインテールに青色の目、ピンクの貝殻（イメージは桜貝）の髪留めやイヤリングをつけている。人間の姿では茶色の目で、やや癖のある茶色のセミロングをツーサイドアップのように結い、赤いリボンをつけている。外ではいつも赤いブーツを履いている。マーメイドプリンセスで唯一、真珠の色と髪・目の色が違い、髪型も大きく変わる。
『aqua』では海斗と結婚し、主人公るきあの母親になった。
変身後
肩のところがストラップになったレオタードにプリーツスカートがついたコスチューム。基本カラーは薄いピンク色で、特徴は胸元から腹にかけて並んだボタンのような大きめの飾り。ブーツはふくらはぎ付近に胸元と同じ形のリングがはまっていて、正面でフリルが開いている。
2段変身後
ストラップから腹にかけてピンク色のフリルが、後ろ腰に赤味の濃いピンクのリボンが追加され、スカートの上のフリル飾りが長くなり（背面ではスカートよりも長い）、スカートの色が薄くなる。また前髪の上に額飾りが付く。左手首のビーズリングがブレスレットへ変化し、手袋・ブーツの布が2枚になる（この部分は共通）。

宝生 波音（ほうしょう はのん）
声 - 寺門仁美
生年月日 - 1989年5月24日 / 血液型 - B型 / 身長 - 152cm / スリーサイズ - B83・W56・H85（原作）
南大西洋を領土とするマーメイドの国の王女で水色真珠の持ち主。
気が強く非常にプライドが高い自信家。男好きで口も悪いが、非常に友達思いで、七海るちあが堂本海斗にマーメイドプリンセスであることを告白しないか不安がっていた。
るちあが海斗に恋をしたときはきつく言うものの、自分ものちに音楽の先生、海月太郎に一目惚れし、それ以降は陰で「太郎ちゃん」と呼ぶ。
第2期では太郎がドイツに行ったため失恋するが、その後に年下の渚と付き合うようになる。
自称「愛の暴走機関車」。近接戦闘では強烈なデコピン・「必殺マーメイドデコピン」を使用することも。
持ち歌は「Ever Blue」、「水色の旋律」。るちあやリナと3人で歌う曲は中音域のコーラスを担当するが、曲によってはメインボーカルのるちあより上の音を歌う。
変身のかけ声は「水色パールボイス」。決め台詞は「プリティー♡シュガーピッチ」。
人間の姿では、ウェーブがかかった髪は短く、色が濃くなるほか、右目付近の前髪を2本のアメピンで留めている。また、常にイヤリング（あるいはピアス）を両耳につけている。目の色は茶色。マーメイドの時は髪が長くなり、ヘアピンも大小二つのヒトデ型（オレンジ色）になる。耳飾りはオレンジのヒトデ型で、揺れるタイプになる。なお、目は青に変化する。服装や衣装はベアトップ系のものが多い。
『aqua』にも引き続き登場。
変身後
ベアトップにスカートを足したビスチェドレス風のコスチューム。基本カラーは水色で、胸には小さなビーズが縦に3列並んだ飾りがある。また、るちあとはスカートの形が異なり、2段になっている。ブーツのフリルは正面で開いているが、るちあと異なりビーズリングが踝の下付近に着いているタイプ。
2段変身後
胸元から腹にかけて水色のフリル飾りが、後ろ腰に空色のリボンが追加され、スカートの色が薄くなる。
洞院 リナ（とういん リナ）
声 - 浅野まゆみ
生年月日 - 1989年9月2日 / 血液型 - AB型 / 身長 - 163cm
北大西洋を領土とするマーメイドの国の王女でグリーン真珠の持ち主。
クールでボーイッシュ。学校では男装をしている。容姿の似ている海斗をガクトだと勘違いして敵視するが、ユーリに襲われているところを救われた際に勘違いに気付き謝る。
好物は精進料理、抹茶。アニメ版ではお笑い好きであり、液晶テレビ（のちにプラズマテレビに変化）に興味を持つ。
持ち歌は「Star Jewel」、「Piece of Love」。るちあ・波音と3人で歌う曲の場合、低音域のコーラスを担当する。
変身のかけ声は「グリーンパールボイス」。決め台詞は「クール・シャインピッチ」。
人間の姿では黒に近い緑の髪に銀色の瞳を持つ。普段着は主にベルトをはめた青色のスキニータイプのジーンズをはいている。人間姿とマーメイド姿の外見は、るちあや波音と比べあまり変わらないが、髪色と目の色が若干異なっている（髪色は若干明るく、目は緑色に変化）。アクセサリーのイメージは巻貝。
『aqua』にも引き続き登場。
変身後
コスチュームの基本カラーは薄緑色。るちあたちとはコスチュームのデザインが大きく異なり、襟の詰まったロングドレスのようなデザインのワンピースで、右側に大きくスリットが入っている。手袋は肩近くまであり、足元はブーツではなくレディースサンダルになっている。
2段変身後
ベースがレオタードタイプになり、胸元から腹にかけて緑色のフリル飾りが、スカート部分は別生地となったため裏側に薄い色のものが増える。また、直線的だったスカート部分がスリットの周りで波打つようなデザインになった。右腰のスリットの上に結び目がくるように濃い緑のリボンが追加され、また頭に黄緑色の真珠を連ねたカチューシャが、サンダルにフリルがつく。リナのみ手袋のビーズリングが上腕にあるため、左手首に新たにブレスレットがつく。
かれん
声 - 小暮英麻
生年月日 - 1986年2月14日（バレンタインデー） / 血液型 - O型
南極海を領土とするマーメイドの国の王女でパープル真珠の持ち主。
作中でノエルがガクトの元から救出されるまで会ったことはないが、ノエルの双子の妹。波音以上に気が強く、姉御肌。
ガクト（ガイト：後述）に囚われたノエルをずっと探していた。ノエルが囚われたのはリナがノエルを見捨てて逃げたせいと誤解していたが、自身がガクト城から助け出された時に誤解が解ける。アニメ版ではブラック・ビューティー・シスターズから助けだされた後に、「リナを庇ったというノエルの気持ちが少しわかった気がする」と誤解が解けた。
アニメ版第2期では第1期より性格がかなり丸くなった。アニメ版での好物はもんじゃ焼き。
持ち歌は「オーロラの風に乗って」。
変身のかけ声は「パープルパールボイス」。決め台詞は「キューティー☆ホットピッチ」。
英字表記は「Caren」。
人間の時は濃い紫色の髪をしているが、マーメイドの時は薄紫色の髪をしている。左目の目尻にある泣きぼくろと数本に分かれた髪先の縦ロールが特徴。
『aqua』にも登場し、ノエルに会いに行く途中でるきあの危機を救い、「るちあの娘なら助けて当たり前」と言い切る面倒見のよさを見せる。
変身後
基本カラーは紫色（アニメ版では白）で、フリル飾りなどが藤色。小さくスリットが入った、タイトミニのベアトップワンピース。デザインはノエルの衣装とは左右対称で、胸元から胴にかけてのフリル飾りは向かって右側にある。手袋とブーツは波音と同型だが、ブーツのヒールが細く高め。
2段変身後
薄い色のフリル、後ろ腰に紫色のリボンが追加され、頭の左側に髪飾りがつく。

ノエル
声 - 永田亮子
生年月日 - 1986年2月13日 / 血液型 - A型
北極海を領土とするマーメイドの国の王女で藍色真珠の持ち主。
かれんの双子の姉で、かれんとは逆の目尻に泣きぼくろがある。妹とは正反対で穏やかだが、怒るととても怖い。
ガクトからリナと一緒に逃げ回っていた。水妖からリナだけでも逃がそうとして身代わりとなり、長い間捕まっていたが、のちに救出された。
変身のかけ声は「藍色パールボイス」。決め台詞は「ビューティー・ホット・ピッチ」。
原作では第2部から前髪が短くなって髪型が変わっている。アニメ版では最初から第2部の髪型。色はマーメイドの時が薄い青、人間の時は紺色。
変身後
コスチュームの基本カラーは深青で、フリル飾りなどが青紫色。フリル飾りの位置はかれんと左右対称でブーツは同型。
2段変身後
濃い色のフリル、後ろ腰に深青のリボン（上半分が薄水色）が増える。頭の右側に髪飾りがつき、手袋・ブーツのビーズリングから先が薄水色から白になる。原作ではノエル、ココ、沙羅、星羅は最初から2段変身相当の衣装になっている。

ココ
声 - 新井里美
生年月日 - 1984年8月7日 / 血液型 - B型
南太平洋を領土とするマーメイドの国の王女でイエロー真珠の持ち主。
ノエルと同じく長い間ガクトに捕まっていたが、救出された。沙羅の最愛の親友で、沙羅の失意に満ちた心を救えなかったことで心を痛める。
アニメ版第2期では原作より出番が多く、ノエルとともに活発なキャラクターになっている。
変身のかけ声は「イエローパールボイス」。決め台詞は「ファイン・ハート・ピッチ」。
英字表記は「Coco」。
マーメイドのときはるちあよりやや濃い色味の黄色い髪をしているが、人間のときは髪の色が濃くなり、長さも短くなる。
変身後
コスチュームの基本カラーは明るい黄色。るちあとリナの衣装を足して割ったようなデザインで、襟の詰まったノースリーブにプリーツスカート。リナ、沙羅、星羅以外のメンバーの胸元にある飾りパーツが腰についている。手袋とブーツは波音と同型だが、ブーツのヒールはブロックタイプでありさほど高くない。
2段変身後
胸元から腹にかけて金色のフリル飾りと、後ろ腰に濃い黄色のリボンが追加される。

沙羅（さら）
声 - 植田佳奈
生年月日 - 1981年11月22日 / 血液型 - AB型
インド洋を領土とするマーメイドの国の王女でオレンジ真珠の持ち主。メンバー最年長で、マイク無しの変身していない状態で迫り来る大津波をかき消すなど、マーメイドプリンセスの中でも最強な歌声を持つ。星羅の前任。
かつては海月太郎と相思相愛の仲だったが、彼が自分のもとを去ったのを裏切られたと思い込み、怒りで力を暴走させ、嵐を起こして自身の国を破壊する（アニメ版ではこの際ココの国も巻き込まれている）。海斗が遭遇した海難事故もこれが原因となっている。さらに自暴自棄となり封印の鍵でガクトの城の封印を解き、それ以降はガクトに付き添う。マーメイドプリンセスとしての自分を捨て、すべてを憎んでいるために髪の色はオレンジから黒へと変わっている。終盤で波音たちの説得によって目が覚めガクトを封印するが、自身もガクトと共に海の底へ沈む道を選ぶ。
アニメ版では、恋人時代は「太郎」と呼んでいた彼を憎しみから「海月」と苗字で呼び捨てにしていたが、憎み切ることができず、自分を説得する波音の姿をかつての自分に重ねて彼の洗脳を解くと、海月との会話で髪色が本来のオレンジに戻り、贖罪のためガイトの説得を試みる。その後、一度は皆とガイト城から脱出するが、結局は進んでガイトの下へ向かい、海底に沈み崩れゆく城で共に最期を迎えた。別れ際にるちあへ自身の真珠を託している。
第2部では精霊となって幾度もるちあたちを導く。星羅を含む8人の中では最も本来の性格が書き込まれておらず、登場シーンも少なめ。
持ち歌は「Return to the Sea」。
変身のかけ声は「オレンジパールボイス」。決め台詞は「ホーリー・エレガント・ピッチ」。
変身は第52話のみで、DVD-BOXのミュージッククリップでは身体を覆う光がなくなって全裸になっている。
変身後
基本カラーは濃い目のオレンジ。リナとはデザインが異なる、ミュールタイプのサンダルを履いている。波音とはデザインが異なるビスチェドレスで、正面から見てスカートの右側に大きくスリットが入っており、裏生地は黄色。裾の長さは左右非対称。左寄りに分けた前髪を黄金色の筒状の飾りで束ねている。
2段変身後
胸元から裾にかけて薄黄色のフリル飾り、後ろ腰に同色のリボンが追加される。

星羅（せいら）
声 - 喜多村英梨
生年月日 - 2004年12月26日
第2期に登場。沙羅がガクトと共に海の底へ沈んだ後、インド洋に新たに生まれたオレンジ真珠のマーメイドプリンセス。沙羅の後継者である。誕生直後にミケルに襲われてココロのかけらの大半を取り込まれたため、終盤までは精神体として登場する。
るちあたちが御使いからココロのかけらを取り戻すたびに人の気持ちを教わり、自身の心の成長とともに歌の力をつけてゆく。終盤にてるちあたちがミケルの化石を打ち砕いたことでミケルから解放され、最終決戦に向けてるちあたちの仲間として加わる。
「Aqua」では17才になっている。幼少期にローランに騙された挙句洗脳された結果それまでの明るく優しい性格を失い、暗く冷徹な性格に変貌。るきあ達の敵になる。また、流星を平然と誘惑するようになった。
持ち歌は「Beautiful Wish」、「Birth of Love」。
変身のかけ声は沙羅同様「オレンジパールボイス」。決め台詞は「ホーリー・ピュア・ピッチ」。
イメージカラーのオレンジは沙羅よりも若干薄い。髪型はいわゆる姫カットで、前髪を真ん中で分けている。人間の時は髪の色が濃く、長さが短くなっている以外大きな変化はない。
変身後
沙羅のコスチュームを基本デザインとしながらもスカート丈が短く、踝付近にビーズリングがあるタイプのブーツを履いている。ブーツは波音やココと違いフリルが正面で開いていない。アニメではリボンタイプのチョーカーと、左上腕部に腕輪を装着している。
2段変身後
胸元から腹にかけて薄黄色のフリル飾り、後ろ腰に同色のリボンがつく。原作では最初から2段変身状態。

## るちあたちを取り巻く人々
堂本 海斗（どうもと かいと）
声 - 岸尾大輔、石塚さより（幼少期）
1989年11月21日生まれのB型。動物占いはペガサス。
サーフィンが得意で、その腕前は日本ではトップレベル。今は亡き両親が高名な音楽家でピアノも上手い。
7年前に海難事故に会ったところを人魚に助けられ、その時貰った真珠をペンダントとして身に付け再会を望んでおり、それが実現することになる（人間の状態のるちあと出会った際、身に着けていたペンダントを見て「まさかな……」と、るちあが助けられた人魚であることを勘づいている描写がある）。
幼くして両親を喪ったために家族のことには（多感な時期故に）敏感かつ繊細な面を見せることがある（アニメ版ではこの部分が強調されており、母方の叔母である雪絵との再会を前後してるちあを突き放したことがあるが、最終的には和解）。
実はパンタラッサ族の生き残りの王子で、パンタラッサの王、ガイトの双子の弟。るちあの真珠を収めていたペンダントにもパンタラッサの紋章が刻まれている。感情を昂ぶらせたときは額に紋章が浮かび、マリアの氷を溶かすなどの力を無自覚に発揮する。赤ん坊のころに浜辺で育ての親となる堂本夫妻に拾われた。
第2期の序盤でハワイに渡るが、ミケルに襲われ記憶と能力を奪われる（実際はるちあ達を守るために自ら記憶を封印していた）。ハワイで倒れていたところを天城みかるに助けられ、天城家で暮らすことになる。みかると親しくなり、るちあとの関係が複雑になるが、新たにるちあと思い出作りをすることを決意する。
最終的には、原作ではるちあからのキスを切っ掛けに、アニメではミケルに再度襲われ再び海中に沈んだことで記憶の全てを思い出した。
『aqua』ではるちあと結婚し、主人公るきあの父親になった。
名字の由来は作者が好きなKinKi Kidsから。
海月 太郎（みつき たろう）
声 - 桐井大介
るちあたちの通う学校の音楽教師。ピアノの腕前は相当なもので、さまざまなコンクールに招待されている。波音の初恋の人。
音大生のころ、海斗の父親のピアノを聴いて自信をなくし旅に出る。その旅先で沙羅と出会い恋仲となるが、沙羅の立場を考えて身を引く。原作では一緒に逃げる約束までするが、沙羅の侍従に説得され結局迎えに行かない。その後も沙羅のことは忘れられず、その想いを曲にする。アニメ版では度々「マーメイドの好むメロディー」として彼の曲が利用される。沙羅は、彼を苗字や名前を呼び捨てでよぶ。
第2期では音楽の勉強でドイツに行くため、以降出番はなくなる。
『ピュア』最終回のカーテンコールにて、台詞こそないもののピアノの伴奏役で登場している。
ヒッポ
声 - 伊東みやこ
ペンギンの姿で人間界に来た、るちあたちのお供兼目付け役。
いつも3人が羽目を外さないか心配している苦労人。一方で食い意地が張っており、だらしない一面も見せる。また、氷が好き。
ペンギンは仮の姿で、真の姿は封印の門を守る聖獣ヒポカンポス。しかし沙羅が訪れた時には居眠りをしていた。また、ペンギン状態では強い衝撃を与えると収納自在な翼の付いた美少年に変身するが、本人は格好悪い姿だと思っている。
ユーリと相思相愛になるが、ユーリがガイトと運命を共にしたため悲恋に終わる。その後、原作ではガイトの計らいで、アニメ版では奇跡の入り江の魔法で再会を果たす。
『aqua』でもるきあの目付け役として引き続き登場。
タキ
声 - 山門久美
北太平洋の国の占い師。アコヤ貝の妖精（原作にはその描写はない）。
アニメ版では、プチホテル「パールピアリ」のオーナーで専属占い師として地上にも出てくる。本当に水晶玉を使った占いをすることができるが、その結果はあまり当てにならない。たまに出る当たりは不吉なものである。
アニメ版では大王イカのドクター・染五郎とは許婚で、なるべく若い肌のままでいつでも会えるようにとピルケースのパウダの薬の力で体を活性化している。第1期ではほぼ毎回登場するが、第2期からは出番が少なくなる。
七海 にこら（ななみ にこら）
声 - 斎藤恵理
北太平洋の国の人魚。20歳。
人間界ではるちあの姉を名乗り、銭湯「真珠湯」（アニメではプチホテル「パールピアリ」）の支配人を務める。るちあを含めた年少者3人をしっかり見守る姉のような存在。
アニメ版ではプチホテルの厨房なども担当。資金繰りに悩み、るちあたちにアイドルショーをさせて集客する。また、真木と相思相愛になり真木からプロポーズをされるが、互いに時間が必要だと真木のプロポーズを断る。
タキと同じく第2期では登場回数が少なくなる。
くらちゃん
波音が飼っている小さなクラゲ。
アクア・レジーナ
声 - 山門久美
海の女神。300年前にガクトを封印した、マーメイドプリンセスを統べる存在。
アニメ版では、終盤にマーメイドプリンセスが揃って呼び起こされるまで実体を伴う登場はない。陰からマーメイドプリンセスたちに助言や新しい歌の力を授ける。悪の力を退散させるほとんどの歌は彼女からの授かりもの。
『ピュア』最終回のカーテンコールにも直接登場する。
天城 リヒト（あまぎ リヒト）
声 - 水島大宙
2期で登場。みかるの兄。有名なオーケストラの指揮をしている腕利きのマエストロ。
パンタラッサの子孫であり、海斗と少し似ている。妹思いの優しい人物だが、妹と海斗の間で複雑な関係になる。
パンタラッサとしての能力は指揮でしか発揮できない。原作では感情を高ぶらせた際に、海斗同様額にパンタラッサの紋章を浮かび上がらせる場面がある。
回を重ねるにつれて、みかるの海斗への独占欲が強くなっていったことで、みかると海斗を引き離すことを決意する。しかし、みかるが兄の自分すら信じられなくなったことで、海斗に本当の気持ちを告白してもらうよう懇願する。しかしその結果、みかるを悲しませることになり、ミケルに取り込まれる決意を固めさせる結果となる。
最終局面にて、海斗からパンタラッサのことを知らされ、自分のしてきたことが無意識のうちにみかるの本当の気持ちから目を背けていたことを悔やみ、みかるを救うため、海斗とともにミケルとの戦いに挑む。みかるを実験台にした父親を憎んでいたが、最後に和解する。
天城 みかる（あまぎ みかる）
声 - 新谷良子
第2期に登場。リヒトの妹。茶髪のショートヘアで灰色の瞳を持つ。るちあの恋の最大のライバルでもある。
生来体が弱く、病気治療のためハワイに行っていたが、病状が回復し日本に戻ってきた。
ハワイで倒れていた記憶喪失の海斗を助けたのをきっかけに海斗を好きになり、家に住まわせる。後にるちあたちの通う学園に転校してくる。
その後も、どこを歩くにも海斗に付き添い、るちあたちとの一緒のショッピングでも買う物を決める度に海斗に聞いたり、病気を理由に連れ出すなど隙がない様子を見せる。
回を重ねるにつれ、海斗を独り占めしたいという独占欲が強くなっていき、結果兄のリヒトですら彼女を制止しきれなくなる。そして、ついに海斗にも失恋し、その失恋は大きな悲しみにかわり、それに支配されるままに自らミケルに取り込まれる決意をする。
アニメ版では、実は父親によってミケルの依代にされていたことが明らかになる。そのため、ミケルとみかるは一人の体から生まれた二つの心（一人の中に存在した二つの人格）の片割れとして生きていた。幾度となくみかるの夢にミケルが現れたり、ミケルが苦しむとみかるの病状も悪くなっていたのも、それゆえのものである。
さらに、海斗のことを好きになったのも、「リヒトや彼女もパンタラッサの一族であり、同じパンタラッサ同士引かれあったためではないか」とリヒトと海斗は考えるが、実はそれは本望でもあり、海斗と付き合ううちに自身の本当の心を知ったため、知らぬ間に海斗の優しさを欲したためである。
終盤で、海斗やリヒトの言う「本当の愛」の意味を理解するものの、ミケルとともに消滅する。しかし、アクア・レジーナの力で赤子の姿で転生を果たす。転生後、原作では3か月後、アニメ版では1か月後にリヒトと墓参りをするが、すでに4、5歳の見た目に成長している。
キャラクターソングに「明日が見えなくて」がある。
白井 渚（しろい なぎさ）
声 - 日下ちひろ
第2期に登場。るちあたちが通う学校の後輩で2歳年下。
空港で出会った波音に一目惚れし告白するも相手にされなかったが、最後はそのまっすぐな思いが通じ波音と結ばれる。
基本的に子供っぽいが、原作では素直な性格、アニメ版ではやんちゃな性格となっている。
浜崎 雅宏（はまさき まさひろ）
声 - 古島清孝
るちあたちとは別の学校に通う高校生でリナに気がある。優しくも常に冷静で大人っぽい性格。
先祖が自分を助けた人魚を祭って建てた「泡海神社」の子息であり、リナに会ってから自分はその先祖と人魚の子孫だと感じるようになった。最後はリナと結ばれる。
アニメ版では第2期からの登場。先祖の話はなくなり財閥の御曹司になっている。リナと会った当初は決められた将来に悩み、バイクとボクシングを逃げ道にしていた。
ももちゃん
声 - 若林直美
るちあたちの仲間のピンクのイルカ。るちあたちとマーメイドの国の連絡役をする。
原作ではクリスマスごろに母親とはぐれ、水族館にいったん保護される。
芽流（メル）
声 - 小暮英麻
南大西洋の水色人魚。
ガイトによって南大西洋の国が滅ぼされたあと、ユーリと取り引きをし、ユーリが母親を探す代わりにマーメイドプリンセスを探すことになり、人間界で波音たちに会う。
波音のことを尊敬しているが、波音が人間に恋していることを知ったときは、自分の国のことを忘れたと思い込み、ユーリの罠にかかり、るちあとリナによって助けられる。その後るちあの国で保護されている母親の元へ帰っていく。
海斗が好き。アニメ版ではその後海斗との体験結婚式をするために海斗のもとに現れるが、るちあと海斗との互いの想いに気付き身を引く。
ジョニー 河本（ジョニー かわもと）
作中での去年、サーフィン全国大会のチャンピオン。
アニメには登場せず、一部役回りを崎谷浩介が担っている。

## 敵キャラクター

### ぴちぴちピッチ編
ガクト（漫画版） / ガイト（アニメ版）
声 - 岸尾大輔
アクア・レジーナの力によって300年間海の底に封印されていた海の魔物パンタラッサ一族の王で、海斗の双子の兄。
原作での漢字表記は「楽斗」。きざでナルシストな性格。部下の水妖を道具としか思わず、ダーク・ラヴァーズに対して冷たい態度を取る冷徹さを併せ持つ。趣味は薔薇風呂への入浴とワインを飲むこと。嫌いなものは甘い食べ物。
アクア・レジーナへの怒りで凝り固まっており、彼女に復讐を遂げるべくマーメイドプリンセスの真珠を奪おうとする。憎しみしか抱いていないが、自分を封印から解き、自身と同様に孤独な思いを抱いていた沙羅には唯一心を開く。
原作では沙羅が海月と和解し、元の姿に戻ってガクトを諌めたことで自暴自棄となり、全力でマーメイドプリンセスに立ち向かうも、現れたアクア･レジーナの力とマーメイドプリンセスの歌に敗北する。すでに体に限界が来ていたため、沙羅による封印を抵抗せず受ける。
第2部では精霊となって幾度も海斗を導き、海斗を最終決戦に連れ出すためリヒトに憑依したり、ヒッポの本音を吐き出させるために海斗に憑依したりする。
アニメ版でも沙羅がるちあたちのもとへ戻っていったことで捨てられたと思い、自暴自棄となり地上世界を破壊し尽くすが、マーメイドプリンセスたちの歌により敗北する。双子の弟である海斗に手を差し伸べられるが、パンタラッサ一族の王として崩れゆく城に残る。
第2期では原作のような憑依はないが、マーメイドプリンセスたちを助けるため何度も精霊として海斗の前に現れる。
最終回のカーテンコールにて、るちあたちに「自分自身の幸せのために歌ってもいいのでは」と説いた。
沙羅（さら）
マーメイドプリンセスを参照。

#### ダーク・ラヴァーズ
ガクトが城に幽閉されていた頃に、孤独をまぎらわすために深海の生物から作り出した4人の水妖たちで、彼女たちも深海で孤独な日々を過ごしてきたためガクトに対する忠誠心は高く、それゆえ互いにライバル視する。また、途中から4人で団結して戦うようになる。
アニメ版の序盤ではマーメイドプリンセスたちと対等に戦い、ガイトからも期待されるが、後半では間の抜けたやられ役となり、ガイトからも冷たい態度を取られる。終盤、マーメイドプリンセスの歌でガイトがダメージを受けた際に、自分たちの姿を犠牲にして残っている力をすべてガイトに与える（原作ではガクトが消耗したために元の姿に戻る）。普段は冷たい態度をとるガイトも、そのときは礼を口にする。最後は崩れゆく城に残るガイトと運命を共にする。
イズール
声 - 石塚さより
ダーク・ラヴァーズのリーダー格で、水で作った竜を操ることができる。
ダーク・ラヴァーズの中でも年長者で、極めてまともな感性の持ち主でもある。
ガクトの命令を受け、マーメイドプリンセスから真珠を奪いにやってくる。陸上では人間の足をしているが、水中ではマーメイドプリンセス同様に人魚になる。
本来の姿はサメ。
原作者である花森の担当の名前をもじってつけたらしい。
エリル
声 - 松岡由貴
ダーク・ラヴァーズの一人で、海草を自在に操ることができる。アニメ版では風雨を操る能力を持つ。
普段は肩に垂らしたドレッドヘアの頭にバンダナを巻いており、肉食哺乳類のような耳と黒い翼を持っている。一緒に行動する4人の中では最も策略家だが、成功したためしがない。原作で唯一成功するのは、「頭に巻いたバンダナで耳を塞ぐ」という手段。アニメ版ではラジカセでマーメイドの歌を妨害する曲を流すなど他にもいくつか成功している。
普段はのっぺりとした間抜けな顔をしているが、回るのが好きで、そのあいだに一瞬で不気味な蛇顔になる。かなり調子に乗りやすい性格で子供っぽく、ダーク・ラヴァーズの中では最も間の抜けた性格をしている。名前の由来は花森ぴんくの姉「えりこ」から。
本来の姿はエイ。
ユーリ
声 - 本多知恵子
ダーク・ラヴァーズの一人で、外見は少年時のヒッポと同年代。渦や海草を操ることができる。また、ピアノを弾くことで相手を操ったり、爆発を発生させて直接ダメージを与えることもできる。アニメ版では物体を操ったり、幻影を発生させることも可能。普段は赤いゴシックロリータ調の服を着ている。
ヒッポと相思相愛の仲になり、それにより芽生えた恋愛感情に思い悩むが、ある日ヒッポから別れを切り出され、その後ヒッポの悲痛な心情を悟り、彼の思いを受け入れ互いに別れることを決意する。アニメ版ではアイドルやトップスターに憧れる一面を持っている。
本来の姿はヒシダイ。
マリア
声 - 小林沙苗
ダーク・ラヴァーズの一人で、氷や吹雪で攻撃することができる。
初登場時は海斗を利用して、マーメイドプリンセスを誘き出そうとする。抜け駆けをして手柄を独り締めしようと企むが成功することはなく、ほかの3人から制裁を受ける。初期はガクトの側近として振舞う描写もあるが、沙羅が登場してからはなくなる。
本来の姿はリュウグウノツカイ。

#### ブラック・ビューティー・シスターズ
ガクトに仕える水妖の姉妹。マーメイドプリンセスの専売特許であった「歌」を武器とする敵として登場する。姉妹共通の能力として瞬間移動と飛行能力を持つ。アニメ版では力を合わせて竜巻や大津波を起こすことも可能。
第1期では終盤にガイトを裏切って真珠を持ち出したために、ガイトの怒りを買ってしまい、本来の姿に戻されるが、第2期でミケルの力によって復活する。アニメ版第2期ではこれを機に額にオレンジ色の小さな石がつけられ、水妖を作り出す能力を持ち、第1期と比べて性格がコミカルになっている。本来の姿はオニアンコウ。
最後はミケルに取り込まれるが、原作とアニメ版では経緯が異なる。原作では2人でマーメイドの変身を目撃し、その秘密をフクちゃんに問われるが、光の珠をねだって挑発したことでミケルの怒りに触れる。アニメ版では、ミミがシェシェと喧嘩になり家出をした際、るちあたちと友達になったことで、ミミが徐々に戦闘に支障をきたしていったことが原因である。詳しくはミミの項を参照。
第1期の持ち歌は「黒の協奏曲〜concerto〜」。49話では奪った真珠をはめ込んでマイクが光る仕様となり、背景も普段より鮮やかな赤色になる。この回のみ、シェシェとミミが顔を近付けるカットにミミの頬の赤みがない。
第2期の持ち歌は「闇のBAROQUE―バロック―」。第23話の「黒の協奏曲〜concerto〜」と交互に歌う場面では新たなバンクが追加。第27話ではミミがソロを披露する。
シェシェ
声 - 土屋実紀
髪はオレンジ色のロング、後頭部で1つに縛っている。尻尾の先端がマイクになっている。
アニメ版では、第2期第27話にて、喧嘩して出て行ったミミを心配したり、その回で光の珠をミミを癒すために使うなど、姉妹愛が強調されている。
第2期第33話にてミケルに吸収されることになったとき、フクちゃんに捨て駒であることを告げられたのと、自身が犠牲になってまで彼女をかばおうとしたミミの姿を見て、反逆を決意する。ミミとともに最後の力で歯向かうも、敵うはずもなく2人とも吸収される。
最終回ではダーク・ラヴァーズ共々復活する。
ミミ
声 - 下屋則子
髪は水色のショート。シェシェと同じく尻尾の先端がマイクになっている。
アニメ版では「ホントだよね」が口癖。時折マゾヒストの気があるとおぼしき発言をする。
第2期第27話では、シェシェとの喧嘩をきっかけに人間の姿「マリー」としてるちあたちと友達になる。その後、1人でるちあたちに体が限界になるまで挑む。このときは、結局シェシェに助けられるが、シェシェも光の珠を自分を癒すために使ったことで、これをきっかけに姉妹の絆をさらに強くする。
しかし、続く第33話にて、るちあがマーメイドプリンセスのペットであるヒッポと一緒にいるのを目撃したことで、るちあたちが実はマーメイドプリンセスなのではないかと戸惑いはじめる。そして作戦で海を干上がらせたときに変身が解け、ついにマーメイドプリンセスがるちあたちであることを確信し、戦意喪失して逃げ出す。
その後、フクちゃんに捨て駒であることを告げられミケルに吸収されることになったとき、自分の心の揺らぎによる失態を告白し、「罰を与えるなら自分だけに」と自己犠牲の覚悟でシェシェをかばおうとする。だが、シェシェの言葉もあり、最後の力でミケルに反逆するも、敵うはずもなく吸収される。
こちらも最終回にて復活する。

#### 太刀魚兄弟（たちうおきょうだい）
アニメ版第43話にのみ登場。ブラック・ビューティー・シスターズの手下。恋や恋愛感情を餌に刺客として送り込まれるが、ひどく間が抜けており、刺客としては役に立たない。そのため、マーメイドプリンセスたちに簡単に敗れ、逃げていく。
太刀 太郎（たち たろう）
声 - 中野大樹
太刀魚兄弟の長男。
恋を餌にるちあたち3人に近づくが即刻振られる。その後るちあたちに計画を気づかずに明かす。
太郎から三郎までの三人は兄弟そろってスケボーが得意。
太刀 次郎（たち じろう）
声 - 木下尚紀
太刀魚兄弟の次男。
太刀 三郎（たち さぶろう）
声 - 鈴木達央
太刀魚兄弟の三男。
太刀 四郎（たち しろう）
声 - 岸尾だいすけ
水妖の一人で、太刀魚兄弟の四男。
先述の太刀魚三兄弟の助太刀として現れるが、マーメイドプリンセスたちに簡単に倒される。
太刀 五郎（たち ごろう） - 太刀 十郎（たち じゅうろう）
太刀魚兄弟の五男から十男である水妖たち。
四男と同じく太刀魚三兄弟の助太刀として集団で現れるが、マーメイドプリンセスたちに簡単に倒される。

### ぴちぴちピッチ ピュア
ガイトたちやブラック・ビューティー・シスターズと違い、アニメ版最終話には登場しない。
謎の声（リヒトとみかるの父親）
声 - 飯島肇
御使いたちやミケルを作り出した人物で、炎の化身。御使いたちの首領的存在であり、正体はリヒトとみかるの父。
フクちゃんに唆され、ミケル復活のために体を差し出したことで炎の化身となった。御使いへの連絡係としてフクちゃんを寄越す。最終局面でリヒトに今までのことを謝罪し、自らを犠牲にして居城の地下にある化石を破壊する。
なお登場時のクレジットでは謎の声となっている。
ミケル
声 - 皆川純子
天使のような六枚（初めは四枚）の翼を持った古代人類の王。現生人類を殲滅し、古代人類を復活させようと目論む。
人格を自分の翼に取り込む力があるが、あまり使うと体が弱まる。この力を利用してみかるとも融合する。また、聖域空間を発生させることも可能。
みかると自身の御使いたち全員を吸収するが、その時点では記憶は完全に戻らない。
実は本物のミケルは、居城の地下で化石となっており、このミケルはみかるの父親がフクちゃんに唆され、みかるの心と父親の体を依代として復活させたコピーであった。
マーメイドプリンセスたちの歌が効かないため、星羅の進言によりミケル本体が眠っている墓標遺跡を破壊されたことで敗北する。
アニメ版では、化石を破壊するのはリヒトの父である。この化石を破壊されたことで、自らが多くの命を犠牲にしてまで目的にこだわろうとしていたことを悔やみ、静かに1人眠りにつこうとするが、最後まで古代人類復活にこだわるフクちゃんによって操られる。しかしそのなかで、マーメイドたちの歌と、それにより復活したみかるの心、そして仲間の古代人類たちの言葉で、自分は孤独ではないことを知る。
最後は、原作・アニメ版のどちらも古代人類たちの世界へ帰っていく。なお、古代人類たちはマーメイドたちと共通の祖先を持つ。
キャラクターソングは「翼を抱いて」。みかるの「明日が見えなくて」と同じメロディーで歌詞もところどころリンクしている。
容姿は薄緑色のポニーテールらしき髪型で、水色の瞳。額にサークレットをしている。原作ではフルートを持つが、この先端から鞭のような物が何本も伸び、相手を拘束したりしている。原作では丁寧語で話すが、アニメ版ではぞんざいな口調になっている。
フクちゃん
声 - 小林沙苗
天城みかるが飼っている白文鳥。名前の由来は「フクフク」と鳴くから。
実は文鳥の姿は仮の姿（アニメ版ではみかるを操るような描写はあるが、フクちゃんと白文鳥の接点は描かれていない）で、正体は古代人類のメッセンジャー。古代人類の復活をもくろみ、状況次第ではミケルに乗り移る機会を伺う。ピュア編における黒幕的存在。
ミケルの配下で、御使いのリーダー。実名は不明。
ミケルの側近であり、ブラック・ビューティー・シスターズへの連絡係でもある。可愛さとは裏腹に、目的としての使命ならばいかなる犠牲や手段も厭わない冷酷な性格を持っている。また、あららとは漫才コンビ的な役回りになり、幾度となく炎を付けられる。さらにアニメ版第27話では、シェシェにボール扱いされる。
みかるの父親を騙し、みかるを依代としてミケルを復活させる。
アニメ版では、加えて復活させたミケルが、本来の目的を失ったときのための、体に乗り移り相手を支配する能力を持つ。化石を破壊されても必死にミケルを補佐しようとするが、彼が「古代人類の復活のために多くの者の命を奪うより、このまま1人静かに眠りについたほうがよい」と答えたことで、彼を「偽者」「不完全」呼ばわりしたあげく、操る。
最後は登場した古代人類が「負担をかけすぎた」と謝罪し、コピーのミケルを受け入れたことにより、ミケルとともに古代人類たちの世界へ帰っていく。
容姿はパープル髪の頭身が低い少女（体は鳥姿）。頭上に天使の輪を付けている。口癖は原作では「フクフク」だが、アニメ版では「ププププ」になっている。

#### 御使い（みつかい）
原作、アニメともに最後はミケルに吸収される。その後、原作ではブラック・ビューティー・シスターズを含めた5人の魂がミケルを慕う描写があるが、アニメ版では、彼女たち2人以外は吸収を最後に登場しない。
レディー・バット
声 - 小林沙苗
「愛と快楽を支配する翼」を自称する。コウモリの羽と尖った犬歯を生やしたヴァンパイア風の御使い。
服装はフリル付きのシャツにミニスカート。男口調で一人称も「ボク」だが、初登場時の波音の台詞によれば性別は女。大きく開いたシャツの胸元にはわずかに膨らみが描かれている。歌を聞いた者は力が抜けて放心状態になる。
アニメ版では性別に直接言及するシーンはないが、マーメイドプリンセスにやられて逃げるときには露骨に女口調に変化する。人間に扮するときは執事服やタキシードなどの男装を好む。第16話では盛大に海を割って登場する。曲名は「暗黒の翼」。
デザインモチーフは西川貴教（ほとんど原型を留めていないが、マイクに名残がある）。原作とアニメ版では髪の長さが若干異なっている。
蘭花（ランファ）
声 - 小島めぐみ
「欲望と享楽の翼」を自称する。蝶の羽を生やし、チャイナドレスに身を包んでいる。歌うときは12人の小さな二頭身の蘭花に分裂し、リーダーが歌っているかぎり他の小さな蘭花が相手に纏わりつく。
アニメでは聴いた者を強制的に踊らせる効果になっている。曲名は「花と蝶のセレナーデ」。分裂した蘭花にはそれぞれリェーファ、シンファ、ヅァンファ、シャファ、テューファ、クァンファ、ティンファ、トンファ、プォンファ、シファ、ニャンファ、リャーファと名前が設定されている。初めて歌う第14話のバンクは小さな蘭花のみだが、以降の回では分裂前の本体が歌うカットも追加されている。また、扇から粒子を発してマーメイドプリンセスを痺れさせたりライブステージを壊したりできる。第28話では新たな能力として檻を作ってマーメイドプリンセスを閉じ込める。
あらら
声 - 倉田雅世
「夢と堕落の翼」を自称する。妖精のような羽を生やしている。瞳の色はティンカーベル風のときだけ桃色、それ以外は茶色。歌を聞いた者は頭が痛くなり、飛んでいる星に当たると幸せな夢に落ちる。
アニメ版での持ち歌は本来の「Star☆メロメロHeart」と、アイドルとして歌う「Oh Yeah! Alala」の2曲がある。後者のバンクは第26話はアイドル衣装、第29話は鳥の着ぐるみ、第30話はブルマ姿のものがそれぞれ作られている。この歌のみサウンドトラックに収録されていない。歌はマーメイドが聞くと気分が悪くなり、男性が聞くと魅了され目がハート型になった後に気絶する。逃げるときは、原作では等身大のまま裸になって消え、アニメ版ではデフォルメされた姿になり、葉っぱで身体を隠して飛んでいく。初登場の第21話では炎を操る能力を見せ、水中でも扱える。

#### ブラック・ビューティー・シスターズの手下たち
アニメ版でブラック・ビューティー・シスターズによって生み出される水妖の手駒たち。
一部を除いてボイス攻撃の耐性はあまりなく、マーメイドプリンセスたちに倒されると元の姿に戻るか消滅する。
ミノカサゴ
『ピュア』第2話に登場。おとり専門の水妖。
偽の海斗のペンダントで、るちあを海底洞窟の奥深くにおびき寄せ、自身の毒をるちあに注入し終えるとその場から去る。
ガレオス
声 - 武内健
『ピュア』第3話に登場。コバンザメの水妖。探索専門の水妖。
探索関係が得意で相手の記憶を読み取ることができる。動きが素早く泳ぐのが速い。
ボイス攻撃を防ぐヘッドホンを持つが、聖獣形態のヒッポに奪われ、その後マーメイドプリンスたちに簡単に倒される。るちあたちに計画を気づかずに明かすなど間の抜けたところがある。語尾に「げす」を付ける。
チリメンジャコ
『ピュア』第4話に登場。集団戦専門の水妖。
集団で大型の魚に化けることができる。しかし、一匹一匹の実力はさほど高くない。
ブラック・ビューティー・シスターズの作戦で、北大西洋の使者であるミンククジラに化けて川辺で騒ぎを起こし、作戦通りにリナを嵌めたが、マーメイドプリンセスたちの歌を気に入って一緒に踊り、その後逃げていく。
メヒカリ
声 - 飯島肇
『ピュア』第5話に登場。深海魚の水妖。人（おじいさん）に化ける能力を持つ。
目から光線を出し相手の目をくらませ、自身の持つアコーディオンにて奏でる曲で気力を失わせる（ヒッポには効かない）。
マーメイドプリンセスたちを追い詰めるが、ヒッポの聖獣形態に敗れる。
オキナエビスガイ
『ピュア』第6話に登場。自ら手下に志願した巻貝の水妖。
無数の触手でるちあを捕らえるが、その後かけつけた波音とリナに倒され消滅する。敗北後、ミミに「使えない」と戦果を酷評される。
海蛇（うみへび）
『ピュア』第7話に登場。相手を締め上げる力を持ち、一度捕まると逃げ出すのは困難になる。
るちあを追い詰めるが、ミケルが撤退したことで妖力を失い元の姿に戻る。2人の移動手段としても使われる。
巨大電気水母（きょだいでんきくらげ）
『ピュア』第8話に登場。電気を操る巨大水妖。
相手の歌をエネルギーに変え吸収する能力を持つが、るちあたちの歌のエネルギーが上回り破裂する。その際に飛び散った破片でブラック・ビューティー・シスターズが感電する。
シーピク
『ピュア』第13話に登場。ナマコの水妖。ミミの手下で彼女には可愛がられているが、シェシェの反応はあまりよくない。
るちあと波音の下に辿り着くものの、何もしないうちにやられる。
バブル
『ピュア』第17話に登場。シェシェの手下。蟹の水妖。口から大量の泡を吹き出しあらゆる物を包み込む力を持つ。
蘭花の歌に乗せられ、自身の泡で分裂した蘭花を包み込んで演奏を妨害する。蘭花と共に倒され、消滅する。
名称不明
『ピュア』第27話に登場。二枚貝の水妖。
殻でマーメイドプリンスたちの足を封じるが、ミミの失敗により岩に潰される。
クラーケン
『ピュア』第29話に登場。烏賊の巨大水妖。
ブラック・ビューティー・シスターズの夢の中に登場する架空の水妖。マーメイドプリンセスたちのマイクをクレバスに落とす。
ナポレオンフィッシュ
声 - 桜井敏治
『ピュア』第29話に登場。メガネモチノウオから作り出した知性派の水妖。頭突きによる攻撃を行うことも。
「我輩の辞書に不可能という文字はない」が口癖。その名の通りナポレオン・ボナパルトがモチーフ。
ヒッポを捕らえてマーメイドプリンセスたちをおびき寄せるべく、御使いたちの作戦指揮をとるが、御使いたちのドジや詰めの甘さでことごとく失敗に終わり、最終的にブラック・ビューティー・シスターズ共々敗れる。この後実家に帰るが、辞書を忘れていく。この際にシェシェとミミは、忘れていった辞書に「不可能」という文字を書き加える。

## アニメオリジナルキャラクター
ダイチ
声 - 泰勇気
海斗の友達でサーフィン仲間。髪は短めの茶髪。リナのファン。
『ピュア』8話で記憶喪失の海斗を「サーフィンやれば記憶が戻るのではないか」と可能性にかけて海斗をサーフィンに誘う。その結果、記憶の一部を取り戻すことに成功した。
ケンゴ
声 - 三浦祥朗
海斗の友達でサーフィン仲間。髪は長めの黒髪。よくダイチと行動する。
『ピュア』8話でダイチ同様、海斗の記憶を取り戻すことに尽力した。
ナオユキ
声 - 不明
海斗の友達でサーフィン仲間。リナのファン。
ダイチやケンゴと登場することが多いが、2人に比べて出番が少ない。
真木（まき）
声 - 奥田啓人
るちあたちがよく手伝いに行く海の家のオーナー。結婚したあとに妻の沙織を亡くした。
歳が離れたにこらと相思相愛になりプロポーズをするが、互いにまだ時間が必要と断られる。このとき戦いの巻き添えを食って船が横転し、海に放り出されるが、にこらによって助け出される。
海斗の母
声 - 沢海陽子
海斗の養母で、高名な音楽家。
赤ん坊の海斗を浜辺で拾い育ててきたが、海斗が7歳のときに起こった船の事故で夫と共に事故死。
ジェニファー・ヒューストン
声 - 後藤邑子
るちあが大ファンの歌手。
恋人のリチャードが浮気をしたかもしれないという誤解により、パールピアリまでやってくる。
緑色の真珠を持っているが、マーメイドプリンセスが持っている真珠とは異なっている。
リチャード
声 - 室園丈裕
ジェニファー・ヒューストンの恋人。
彩香（あやか）
声 - 本田貴子
第7話で海斗がアルバイトをしているサーフショップの店長の知り合い。
一見おっとりしているが、その本性は手段を選ばず自分の思うがままにしようとする悪女で、海斗を誑かそうとしている。
海斗を尾行してきたるちあを見て恋敵と認識し、るちあへの当てつけに事故に見せかけ海斗とくっつくところを見せつけ、るちあと海斗を引き離そうと計画する。るちあ、波音、リナがエリルを倒したのと前後し、海斗に「好きな人がいる」ことを告げられ、自分の行動を棚に上げて逆恨みし、「自分に恥をかかせた」としてビンタし、その場を去っていった。
崎谷 浩介（さきや こうすけ）
声 - 福山潤
西日本地区のチャンピオン・サーファー。一見軽いが根は一途で、東日本大会の時に出会ったるちあに好意を抱いている。
原作でのジョニー河本の役回りを一部兼任している。
石橋 裕也（いしばし ゆうや）
声 - 私市淳
メイクアップアーティスト。
第1期第10話でヘアメイクのコンクールの出場にリナをモデルとしてスカウトをする。
前に振られた彼女とリナとの容姿が似ていたことで、リナにほのかな恋心を寄せる。その後リナに恋の告白をするが振られる。
佳乃（よしの）
声 - 木村まどか
るちあや海斗のクラスメイト。仲良し三人グループの一人（他2名は映像のみ登場）。
第17話では肝試しで海斗と行動するが、ユーリが放った幽霊に気絶したあげく、海斗に振られる。
少女
声 - 山本麻里安
洋館に住む幽霊の少女。第1期第17話に登場。
生前は愛する青年がいたが、両親によって二人の仲は切り裂かれ、許婚と結婚することになっていた。そのことで青年は彼女の幸せを願い身を引いた。その後も彼女は彼を待ち続けたが、ある日足を滑らせ海に落ちたことで亡くなる。しかし、彼女の魂は幽霊となって彼を待ち続けた。
最後はるちあや海斗の活躍により彼女の手紙を青年（幽霊）に渡したことで、二人の仲は結ばれ、ともに成仏する。
老婆
声 - 大橋世津
洋館に住む管理人。幽霊少女とは叔母にあたる。
第1期第17話で洋館に纏わる悲しい出来事をるちあたちに話して聞かせる。
リョウ
声 - 松田祐貴
るちあが仲間とはぐれたところを口説くが、最終的にはるちあが海斗の恋人だと誤解をし、失恋する。
マコト
声 - 日下ちひろ
第21話に登場。海斗の従兄弟。るちあに初恋をする男の子。
るちあが人魚だったことを見抜くが、その秘密を守ったことで、るちあから礼として頬にキスをされる。
絵を描くことが得意で、画力も高い。また、人魚の伝説について記された本を所持している。
マミ
声 - 伊東みやこ
パールピアリの隣に住んでいる女の子。ヒッポのことが大好き。
最終回では転生後のみかると友達になっており、合唱シーンではともにステージに立つ。
アウリ・スマリス
声 - 神戸みゆき
第34話に登場。アワビの精で、茶髪のポニーテールが特徴。
男にもてるために占い師の修行をすべくタキのところへやってくる。ヒッポは「線路のない暴走機関車」と評し、北太平洋の国にいたころに薬の調合ミスが原因で城を爆発させたこともあった。そのため、アウリが来た日はヒッポとるちあがおびえる。しかし、あっさりと占い師の道を諦め、大きな旅に出る。その際、女性誌で「お嬢様タイプの女性がもてる」と描かれた記事に目を付ける。タキからの指示を受けての占い師の修行中にエリルとユーリと出会い、仲良くなる。
最終話の合唱シーンでも登場。
サンゴの精
声 - 下屋則子
北太平洋の精であり、人間界でのるちあの様子を調べて国の皆に伝えるため、赤ちゃんの姿でパールピアリにやって来る。
海斗をにらんだりと嫌っている様子だったが、最後は認めるような姿が描かれる。
銀子（ぎんこ）
声 - 大橋世津
第37話に登場。恋の奇跡を起こす力を持ったマーメイドビーズの持ち主。
若い頃に重病を抱えた意中の男性を救おうと海に祈っていたところ、それを知って現れたあるマーメイドから借りたマーメイドビーズの力で彼を救った。しかし、自分から思いを伝える努力をしなかったこともあって、最終的にその男性とは別れている。
マーメイドビーズを落としたことで、るちあたちの通う学校で騒動を起こすが、ビーズはるちあの手から無事に彼女の手に戻る。その後、マーメイドビーズは海から元の持ち主のマーメイドの元へ戻される。
星（ほし）
声 - 浅野まゆみ
第37話に登場。るちあたちの通う学校の先生。
偶然校内でマーメイドビーズを拾い、その後野良猫に取り付ける。その後るちあがマーメイドビーズを拾うこととなる。
こんの先生とは結婚を前提にお付き合い中だが、生徒には隠していた。
こんの
声 - 泰勇気
第37話に登場。るちあたちの通う学校の先生。
雪絵（ゆきえ）
声 - 西原久美子
第38話に登場。海斗の叔母（母方の妹）。
美人で海斗になれなれしくしていたため、叔母だと知らないるちあが嫉妬する。その上でるちあをからかうが、それは成長した海斗の様子を見たかったこともあり、後に謝罪している。その真意は、海斗の両親から預かった手紙を時が来たら海斗に渡すことにしていたためでもあった。この行動は、海斗自身が家族関係について知ることになるきっかけとなった（その手紙は、原作では海月が海斗の父の遺品の楽譜を閲覧したいと頼み込んで堂本邸に行き、るちあ達3人もついでに上がり込んだ際に見つかったものである）。
海斗が七五三の頃によく自身の行く先についていったと本人が言っているが、長く会っていなかったこともあり、海斗はそのことを覚えていなかった。
渡辺（わたなべ）
声 - 泰勇気
第40話に登場。ポニーミュージックプロダクションの社員。
るちあたちは初夢で芸能界のアイドル歌手になっていく夢を見る。
柏木（かしわぎ）
声 - 加瀬康之
パールピアリにやってくるプロのカメラマンで、このときのるちあのように恋に悩んでいた。
美晴（みはる）
声 - たかはし智秋
柏木の恋人。
ミンクちゃん
北大西洋のマーメイドの国にいるミンククジラ。リナに故郷からの手紙を届ける連絡役。
セコンド（名前不明）
声 - 木下尚紀
『ピュア』第10話に登場。雅弘のボクシングジムのトレーナー。
クリオネの妖精
『ピュア』第10話に登場。海の天使。氷を操る能力を持つ。
ミケルに洗脳され操られていたが、るちあたちに救い出される。
e-kara用ゲームにも登場。
スバル
声 - 松田祐貴
『ピュア』第15話に登場。本名はスバルカルボット橋本（スバルカルボットはしもと）。
英国調査団の一員で、南極の巨大氷が解け始めた原因を突き止めるため南極へ派遣され、このときにかれんと出会う。その後、調査が終わったことで本国へと帰っていく。
このとき互いに相思相愛の関係だったが、今後スバルが事件に巻き込まれないために、かれんの方から身を引く。
親切な性格をしているが、失敗ばかりする。
最終回で登場した際は、舞台は寒冷地帯ではないが服装は初登場時のまま。
ピピ
『ピュア』第15話に登場。メスのペンギン。「ペンペン」としか話せない。
かれんの使いで、はるばる南極からるちあたちに会いに来る。
染五郎（そめごろう）
声 - 飯島肇
海のドクターと呼ばれる大王イカの王様。タキの許婚。
第1期では海に手紙を流し、第2期第19話ではパウダの薬を目当てに現れたブラック・ビューティーシスターズによって国が滅ぼされる。
パウダの薬の副作用によってるちあたちが歳をとり老婆になったことで、自身の命を懸けて命の源である墨を吐き、るちあたちを元の姿に戻す。その後息を引き取るが、るちあたちの「癒しの歌」で甦る。
古代人類（こだいじんるい）
声 - 三浦祥朗
『ピュア』第38話に登場。使命を成し遂げたミケルやフクちゃんを迎えに来る。